# Kangerluarsuk
Kangerluarsuk er en forladt bygd i vigen Bowdoin Fjord i Avannaata Kommune. Bygden ligger øst for bygden Qaanaaq, og er en gammel boplads. Den er ikke fast beboet. Bygden ligger på et lille næs ved den gamle boplads Kangerluarsuk. Undertiden gennemfører elever og lærere fra Qaanaaq lejrskoleophold her, men bygningen bruges også af fangerfamilier. Der er gode fangstmuligheder, særlig efter sæl og narhval. Foruden lejrskolebygningen findes der stadig en velholdt bygning, der anvendes af familier på fangst. Det var Inuutersuaq fra Kangerluarsuk, der fortalte beretningen om sine forfædre - den sidste indvandring til Qaanaaq-området af eskimoer fra Canada i forrige århundrede. 